# Кальненський ясен
Кальне́нський я́сен — ботанічна пам'ятка природи місцевого значення в Україні. Розташована в селі Кальне Тернопільського району Тернопільської області, поряд з дерев'яною церквою Святого Миколая.
Площа 0,02 га. Статус присвоєно згідно з рішенням Тернопільської обласної ради від 08.12.2017 року № 838. Перебуває у віданні: Кальненська сільська рада.
Статус присвоєно для збереження 1 дерева ясена звичайного віком понад 150 років.